# Licaria cubensis
Licaria cubensis är en lagerväxtart som först beskrevs av Otto Christian Schmidt, och fick sitt nu gällande namn av André Joseph Guillaume Henri Kostermans. Licaria cubensis ingår i släktet Licaria och familjen lagerväxter. Inga underarter finns listade i Catalogue of Life.